# Dirka po Italiji 1973
Dirka po Italiji 1973 (italijansko Giro d'Italia 1973) je 56. izvedba dirke po Italiji, tritedenske moške cestne kolesarske etapne dirke. Začela se je 18. maja v Verviersu in končala 9. junija v Trstu. Sodelovalo je 140 kolesarjev iz 14-ih ekip. Rožnato majico je četrtič osvojil Eddy Merckx (Molteni), drugo mesto Felice Gimondi (Bianchi–Campagnolo), tretje pa Giovanni Battaglin (Jollj Ceramica). Vijolično majico je osvojil Eddy Merckx, zeleno majico pa José Manuel Fuente (Kas–Kaskol).

## Ekipe
- Bianchi–Campagnolo
- Brooklyn
- Dreherforte
- Filotex
- Flandria–Carpenter–Shimano
- G.B.C.–Sony–Furzi
- Jollj Ceramica
- Kas–Kaskol
- Magniflex
- Molteni
- Rokado–De Gribaldy
- Sammontana
- Scic
- Zonca

## Etape
| Etapa | Datum    | Štart/Cilj                                       | Razdalja    | Tip         | Tip                  | Zmagovalec                             |             |
| ----- | -------- | ------------------------------------------------ | ----------- | ----------- | -------------------- | -------------------------------------- | ----------- |
| P     | 18. maj  | Verviers (Belgija)                               | 5,2 km      |             | kronometer dvojic    | Eddy Merckx (BEL) · Roger Swerts (BEL) |             |
| 1     | 19. maj  | Verviers (Belgija) – Köln (Zahodna Nemčija)      | 137 km      |             | ravninska etapa      | Eddy Merckx (BEL)                      |             |
| 2     | 20. maj  | Köln (Zahodna Nemčija) – Luxembourg (Luksemburg) | 227 km      |             | ravninska etapa      | Roger De Vlaeminck (BEL)               |             |
| 3     | 21. maj  | Luxembourg (Luksemburg) – Strasbourg (Francija)  | 239 km      |             | ravninska etapa      | Gustave Van Roosbroeck (BEL)           |             |
| 4     | 22. maj  | Ženeva (Švica) – Aosta                           | 163 km      |             | gorska etapa         | Eddy Merckx (BEL)                      |             |
|       | 23. maj  | dan počitka                                      | dan počitka | dan počitka | dan počitka          | dan počitka                            | dan počitka |
| 5     | 24. maj  | St. Vincent – Milano                             | 173 km      |             | ravninska etapa      | Gerben Karstens (NED)                  |             |
| 6     | 25. maj  | Milano – Iseo                                    | 144 km      |             | gorska etapa         | Gianni Motta (ITA)                     |             |
| 7     | 26. maj  | Iseo – Lido delle Nazioni                        | 248 km      |             | ravninska etapa      | Rik Van Linden (BEL)                   |             |
| 8     | 27. maj  | Lido delle Nazioni – Monte Carpegna              | 156 km      |             | gorska etapa         | Eddy Merckx (BEL)                      |             |
| 9     | 28. maj  | Carpegna – Alba Adriatica                        | 243 km      |             | ravninska etapa      | Patrick Sercu (BEL)                    |             |
| 10    | 29. maj  | Alba Adriatica – Lanciano                        | 174 km      |             | gorska etapa         | Eddy Merckx (BEL)                      |             |
| 11    | 30. maj  | Lanciano – Benevento                             | 230 km      |             | ravninska etapa      | Roger De Vlaeminck (BEL)               |             |
| 12    | 31. maj  | Benevento – Fiuggi                               | 236 km      |             | gorska etapa         | Tullio Rossi (ITA)                     |             |
| 13    | 1. junij | Fiuggi – Bolsena                                 | 215 km      |             | gorska etapa         | Roger De Vlaeminck (BEL)               |             |
| 14    | 2. junij | Bolsena – Firence                                | 202 km      |             | ravninska etapa      | Francesco Moser (ITA)                  |             |
| 15    | 3. junij | Firence – Forte dei Marmi                        | 150 km      |             | ravninska etapa      | Martín Emilio Rodríguez (COL)          |             |
|       | 4. junij | dan počitka                                      | dan počitka | dan počitka | dan počitka          | dan počitka                            | dan počitka |
| 16    | 5. junij | Forte dei Marmi – Forte dei Marmi                | 37 km       |             | posamični kronometer | Felice Gimondi (ITA)                   |             |
| 17    | 6. junij | Forte dei Marmi – Verona                         | 244 km      |             | gorska etapa         | Rik Van Linden (BEL)                   |             |
| 18    | 7. junij | Verona – Andalo                                  | 173 km      |             | gorska etapa         | Eddy Merckx (BEL)                      |             |
| 19    | 8. junij | Andalo – Auronzo di Cadore                       | 208 km      |             | gorska etapa         | José Manuel Fuente (ESP)               |             |
| 20    | 9. junij | Auronzo di Cadore – Trst                         | 197 km      |             | gorska etapa         | Marino Basso (ITA)                     |             |
|       | Skupaj   | Skupaj                                           | 3801 km     | 3801 km     | 3801 km              | 3801 km                                | 3801 km     |

## Razvrstitev po klasifikacijah
| Etapa  | Zmagovalec                 | Rožnata majica · | Vijolična majica · | Zelena majica ·    | Ekipno  |
| ------ | -------------------------- | ---------------- | ------------------ | ------------------ | ------- |
| P      | Eddy Merckx & Roger Swerts | Eddy Merckx      | ?                  | brez               | brez    |
| 1      | Eddy Merckx                | Eddy Merckx      | ?                  | brez               | ?       |
| 2      | Roger De Vlaeminck         | Eddy Merckx      | ?                  | brez               | ?       |
| 3      | Gustave Van Roosbroeck     | Eddy Merckx      | ?                  | brez               | ?       |
| 4      | Eddy Merckx                | Eddy Merckx      | ?                  | José Manuel Fuente | ?       |
| 5      | Gerben Karstens            | Eddy Merckx      | ?                  | José Manuel Fuente | ?       |
| 6      | Gianni Motta               | Eddy Merckx      | ?                  | Eddy Merckx        | ?       |
| 7      | Rik Van Linden             | Eddy Merckx      | ?                  | Eddy Merckx        | ?       |
| 8      | Eddy Merckx                | Eddy Merckx      | ?                  | Eddy Merckx        | ?       |
| 9      | Patrick Sercu              | Eddy Merckx      | ?                  | Eddy Merckx        | ?       |
| 10     | Eddy Merckx                | Eddy Merckx      | ?                  | Eddy Merckx        | ?       |
| 11     | Roger De Vlaeminck         | Eddy Merckx      | ?                  | Eddy Merckx        | ?       |
| 12     | Tullio Rossi               | Eddy Merckx      | ?                  | Eddy Merckx        | ?       |
| 13     | Roger De Vlaeminck         | Eddy Merckx      | ?                  | Eddy Merckx        | ?       |
| 14     | Francesco Moser            | Eddy Merckx      | ?                  | Eddy Merckx        | ?       |
| 15     | Martín Emilio Rodríguez    | Eddy Merckx      | ?                  | Eddy Merckx        | ?       |
| 16     | Felice Gimondi             | Eddy Merckx      | ?                  | Eddy Merckx        | ?       |
| 17     | Rik Van Linden             | Eddy Merckx      | ?                  | Eddy Merckx        | ?       |
| 18     | Eddy Merckx                | Eddy Merckx      | ?                  | Eddy Merckx        | ?       |
| 19     | José Manuel Fuente         | Eddy Merckx      | ?                  | José Manuel Fuente | ?       |
| 20     | Marino Basso               | Eddy Merckx      | ?                  | José Manuel Fuente | ?       |
| Skupaj | Skupaj                     | Eddy Merckx      | Eddy Merckx        | José Manuel Fuente | Molteni |

## Končna razvrstitev
| Legenda | Legenda                                    | Legenda | Legenda                         |
| ------- | ------------------------------------------ | ------- | ------------------------------- |
|         | Predstavlja vodilnega v skupnem seštevku   |         | Predstavlja vodilnega po točkah |
|         | Predstavlja vodilnega v gorski razvrstitvi |         |                                 |

### Rožnata majica
| Poz. | Kolesar                  | Ekipa              | Čas          |
| ---- | ------------------------ | ------------------ | ------------ |
| 1    | Eddy Merckx (BEL)        | Molteni            | 106h 54' 41" |
| 2    | Felice Gimondi (ITA)     | Bianchi–Campagnolo | + 7' 42"     |
| 3    | Giovanni Battaglin (ITA) | Jollj Ceramica     | + 10' 20"    |
| 4    | José Pesarrodona (ESP)   | Kas–Kaskol         | + 15' 51"    |
| 5    | Santiago Lazcano (ESP)   | Kas–Kaskol         | + 19' 11"    |
| 6    | Wladimiro Panizza (ITA)  | G.B.C.–Sony–Furzi  | + 19' 45"    |
| 7    | Ole Ritter (DEN)         | Bianchi–Campagnolo | + 24' 24"    |
| 8    | José Manuel Fuente (ESP) | Kas–Kaskol         | + 26' 06"    |
| 9    | Francisco Galdós (ESP)   | Kas–Kaskol         | + 26' 35"    |
| 10   | Gianni Motta (ITA)       | Zonca              | + 26' 49"    |

### Vijolična majica
| Poz. | Kolesar                  | Ekipa              | Točke |
| ---- | ------------------------ | ------------------ | ----- |
| 1    | Eddy Merckx (BEL)        | Molteni            | 237   |
| 2    | Roger De Vlaeminck (BEL) | Brooklyn           | 216   |
| 3    | Felice Gimondi (ITA)     | Bianchi–Campagnolo | 146   |
| 4    | Rik Van Linden (BEL)     | Rokado–De Gribaldy | 141   |
| 5    | Gerben Karstens (NED)    | Rokado–De Gribaldy | 132   |

### Zelena majica
| Poz. | Kolesar                  | Ekipa              | Točke |
| ---- | ------------------------ | ------------------ | ----- |
| 1    | José Manuel Fuente (ESP) | Kas–Kaskol         | 550   |
| 2    | Eddy Merckx (BEL)        | Molteni            | 510   |
| 3    | Giovanni Battaglin (ITA) | Jollj Ceramica     | 180   |
| 4    | Felice Gimondi (ITA)     | Bianchi–Campagnolo | 110   |
| 5    | Lino Farisato (ITA)      | Scic               | 100   |
| 6    | Wladimiro Panizza (ITA)  | G.B.C.–Sony–Furzi  | 70    |
| 6    | Ole Ritter (DEN)         | Bianchi–Campagnolo | 70    |
| 8    | Italo Zilioli (ITA)      | Dreherforte        | 30    |
| 8    | Ottavio Crepaldi (ITA)   | Zonca              | 30    |
| 8    | Santiago Lazcano (ESP)   | Kas–Kaskol         | 30    |

### Kombinacija
| Poz. | Kolesar                  | Ekipa              | Točke |
| ---- | ------------------------ | ------------------ | ----- |
| 1    | Eddy Merckx (BEL)        | Molteni            | 4     |
| 2    | Felice Gimondi (ITA)     | Bianchi–Campagnolo | 9     |
| 3    | Giovanni Battaglin (ITA) | Jollj Ceramica     | 17    |
| 4    | José Manuel Fuente (ESP) | Kas–Kaskol         | 18    |

### Vmesni šprinti
| Poz. | Kolesar                 | Ekipa              | Točke |
| ---- | ----------------------- | ------------------ | ----- |
| 1    | Domingo Perurena (ESP)  | Kas–Kaskol         | 170   |
| 2    | Ercole Gualazzini (ITA) | Bianchi–Campagnolo | 110   |
| 3    | Gianni Motta (ITA)      | Zonca              | 70    |
| 4    | Joseph Bruyère (BEL)    | Molteni            | 60    |
| 5    | Enrico Paolini (ITA)    | Scic               | 40    |
| 5    | Piero Dallai (ITA)      | Magniflex          | 40    |

### Neo-profesionalci
| Poz. | Kolesar                  | Ekipa              | Točke        |
| ---- | ------------------------ | ------------------ | ------------ |
| 1    | Giovanni Battaglin (ITA) | Jollj Ceramica     | 107h 05' 01" |
| 2    | Francesco Moser (ITA)    | Filotex            | + 28' 22"    |
| 3    | Hennie Kuiper (NED)      | Rokado–De Gribaldy | + 28' 30"    |
| 4    | Walter Riccomi (ITA)     | Sammontana         | + 1h 01' 34" |
| 5    | Luciano Conati (ITA)     | Scic               | + 1h 06' 27" |

### Ekipna razvrstitev
| Poz. | Ekipa              | Točke |
| ---- | ------------------ | ----- |
| 1    | Molteni            | 7,731 |
| 2    | Bianchi–Campagnolo | 4,434 |
| 3    | Brooklyn           | 4,114 |
| 4    | Rokado–De Gribaldy | 3,534 |
| 5    | Kas–Kaskol         | 3,534 |